# ریوجیرو یاماناکا
ریوجیرو یاماناکا (انگلیسی: Ryujiro Yamanaka؛ زادهٔ ۲۴ سپتامبر ۱۹۹۵) بازیکن فوتبال اهل ژاپن است.